# Smash the Mirror
Pistes de Tommy
Tommy, Can You Hear Me? Sensation
Smash the Mirror est une chanson du groupe britannique The Who parue sur l'opéra-rock Tommy, sorti en 1969.

## Caractéristiques
Cette chanson est aussi courte que la précédente (Tommy, Can You Hear Me?). Ici, la mère du personnage principal, Tommy, est exaspérée par le mutisme de son fils, qui se regarde continuellement dans un miroir. Folle de rage, elle brise le miroir, rendant brutalement l'usage de ses sens à Tommy.
La musique est un rock assez vif, entrecoupés de passages symbolisant sans doute les états d'âme des personnages. Ainsi, une montée chromatique de voix (répétant le mot rise) peut montrer la colère de la mère. À la fin, on entend un fracas de verre brisé, une allusion transparente au miroir détruit.